# Shasekishū
Shasekishū (jap. 沙石集 Zbiór piasku i kamyków) – zbiór około 150 opowieści setsuwa w dziesięciu tomach, zebranych i spisanych przez mnicha Mujū w okresie Kamakura. Nazwa zbioru może być również odczytywana jako Sasekishū. Tworzenie zbioru trwało od roku 1279 do 1283. Po roku 1283 treść zbioru przechodziła wiele dalszych zmian. Zwyczajowo znaczenie tytułu zbioru bywa tłumaczone za pomocą sentencji wydobywać złoto z piasku i klejnoty spośród kamieni (jap. 沙から金を、石から玉を引き出す suna kara kogane o, ishi kara gyoku o hikidasu).